# Carlos Morbán
Carlos Alberto Morbán Rivera (Santo Domingo, 25 aprile 1982) è un ex cestista dominicano.

## Carriera
Con la Rep. Dominicana ha disputato due edizioni dei Campionati americani (2003, 2009).